# أبل تي في
آبل تي في (بالإنجليزية: Apple TV)‏ هو نظام إلكتروني متكامل لاستقبال وتخزين الميديا، مهمته استقبال تلك الميديا مثل الأفــلام والصوتيات والصور إلخ، وتخزينها ضمن وسائط تخزينه الخاصة به، وهي عبارة عن قرص صلب سعته 40 غيغابايت. ويَستند هذا الجهاز في فكرته إلى عملية استقبال المعلومات وفق مبدأ الحزم، بحيث يَقوم بالاتصال مع المصادر سلكياً أو لا سلكياً لأخذ المعلومات (الميديا) وإتاحتها للمستخدم من خلال عرضها على شاشات المرئية ذات الدقة الفائقة والاستفادة من مزايا الصوت الفراغيّ بحيث يُمكن للمستخدم أن يَستغني عن أقراص الدي في دي ويَتمكن من عرض أفلامه أو صوتياته على الشاشات عالية الدقة لاسلكياً من خلال هذا الجهاز.
يُعتبر الحاسب الشخصي في الغالب هو النظام الاعتيادي الذي يَحصل منه نظام «آبل تي في» على معلوماته في البداية لتخزينها ضمن قرصه الصلب. إذ يُمكنه الاتصال سلكياً ولاسلكياً (من خلال شبكات الواي فاي المحلية) مع نظام الحاسب الشخصي، ثم يُمكنه تنزيل أية معلومات موجودة عليه وتخزينها إلى أمد بعيد. ومن الجدير بالذكر أن «آبل تي في» يُمكنه الاستمرار في الاتصال بشكل دائم مع مصادر الميديا ليُحدّث أو يُحمّل ما يُوجد في المصادر بشكل أتوماتيكي دون تدخل من المستخدم. وهذا يُتيح بدوره نزول أحدث المعلومات من المصدر على الوسط التخزيني ضمن «أبل تي في».
يَقوم «أبل تي في» بإعطـاء ما مُعدله 50 ساعة من أفلام الفيديو و9,000 أغنية. تُعتبر الوظيفة الأساسية التي يَستخدم الناس الحاسب من أجلها هي العمل ومعالجة المعلومات، أما عندما يَرغب المستخدم في مشاهدة أي فيلم أو مقطوعة فيديو أو حتى سماع صوتيات فيَجب عليه هذه الحالة أن يَلجأَ إلى التلفاز للمشاهدة أو إلى أجهزة الصوت المتقدمة لسماع الأصوات (وخاصة عندما يرغب في سماع صوت فراغي). إلا أن شـركة أبل قامت بتغيير هذه الوظيفة من خلال إعلانهـا عن ابتكار نظـام يَربط بين الجهازين (أي جهازي الحاسب والتلفاز) معاً من دون أسلاك. وكان هذا الجهاز هو «الأبل تي في».

## الخدمات
في النسخة الأولى من الجهاز حيث كان يتم تقديم خدمة يوتيوب ومتجر آي تيونز فقط دون اضافه خدمات من الطرف الآخر وكانت هي سبب عدم نجاح النسخة الأولى من الجهاز
بعد اطلاق النسخة الثانية، تقدم خدمات من متجر آي تيونز باضافه مع مقدمي خدمات من الطرف الآخر حيث يتم التعاون بين شركة ابل مع الاطراف ليتم نشر الخدمات عبر آبل تي في، والامر نفسه حدث مع النسخة الثالثة
عندما تم الإعلان عن النسخة الرابع، كشفت ابل عن اطلاق متجر خاص للتطبيقات الجهاز (آب ستور) بحيث يتم تطوير التطبيق ونشره في متجر مباشرة
.